# 李姓大夫第
李姓大夫第，位于中国广东省肇庆市德庆县德城镇沙帽塘，为德庆县的一个县级文物保护单位，类型为古建筑，公布时间为2001年8月23日。
李姓大夫第的历史年代为清代。